# Smithfield (Ohio)
Smithfield war ein Village im Jefferson County, Ohio, Vereinigte Staaten. Bei der Volkszählung im Jahr 2010 zählte man 869 Einwohner. Im November 2019 löste die Gemeinde sich auf und ging in das County über.
Während des Amerikanischen Bürgerkriegs durchquerte der konföderierte Brigadegeneral John Hunt Morgan die Dörfer Moorefield, Harrisville, New Athens, Smithfield, New Alexandria, Wintersville, Two Ridge, Richmond, East Springfield, Bergholz und Monroeville  auf seinem Weg nach Norden, wo er dann eine Niederlage einstecken musste. Diese Militäroperation wurde unter dem Namen Morgan’s Raid bekannt.

## Demografie
Zum Zeitpunkt des United States Census 2000 bewohnten Smithfield 867 Personen. Die Bevölkerungsdichte betrug 349 Personen pro Quadratkilometer. Es gab 405 Wohneinheiten, durchschnittlich 163 pro Quadratkilometer. Die Bevölkerung Smithfields bestand zu 87,0 Prozent aus Weißen, 9,8 Prozent Afroamerikanern, 0,1 Prozent amerikanischen Ureinwohnern und 0,4 Prozent aus anderen Ethnien; 2,8 Prozent nannten zwei oder mehr Rassen. 0,2 Prozent der Bevölkerung erklärten, Hispanos oder Latinos jeglicher Rasse zu sein.
Die Bewohner Smithfields verteilten sich auf 348 Haushalte, von denen in 27,4 Prozent Kinder unter 18 Jahren lebten. 48,9 Prozent der Haushalte stellten Verheiratete, 11,5 Prozent hatten einen weiblichen Haushaltsvorstand ohne Ehemann und 35,5 Prozent bildeten keine Familien. 32,1 Prozent der Haushalte bestanden aus Einzelpersonen und in 15,6 Prozent aller Haushalte lebte jemand im Alter von 65 Jahren oder mehr alleine. Die durchschnittliche Haushaltsgröße betrug 2,34 und die durchschnittliche Familiengröße 2,9 Personen.
Die Bevölkerung verteilte sich auf 24,1 Prozent Minderjährige, 6 Prozent 18–24-Jährige, 26,1 Prozent 25–44-Jährige, 24 Prozent 45–64-Jährige und 19,8 Prozent im Alter von 65 Jahren oder mehr. Das Durchschnittsalter betrug 40 Jahre. Auf jeweils 100 Frauen entfielen 90,5 Männer. Bei den über 18-Jährigen entfielen auf 100 Frauen 82,8 Männer.
Das mittlere Haushaltseinkommen in Smithfield betrug 25.179 US-Dollar und das mittlere Familieneinkommen erreichte die Höhe von 30.833 US-Dollar. Das Durchschnittseinkommen der Männer betrug 33.500 US-Dollar, gegenüber 17.813 US-Dollar bei den Frauen. Das Pro-Kopf-Einkommen belief sich auf 13.734 US-Dollar. 21,4 Prozent der Bevölkerung und 28,8 Prozent der Familien hatten ein Einkommen unterhalb der Armutsgrenze, davon waren 37,0 Prozent der Minderjährigen und 19,1 Prozent der Altersgruppe 65 Jahre und mehr betroffen.

## Persönlichkeiten
- Senator William Sharon (1821–1885) von Nevada wurde in Smithfield geboren
- William E. Hutton (1845–1934), Unternehmer
- Walter Edmond Clyde Todd (1874–1969), Ornithologe und Kurator am Carnegie Museum of Natural History